# Rory Sabbatini
Rory Mario Trevor Sabbatini (* 2. April 1976 in Durban) ist ein gebürtig südafrikanischer und seit 2019 für die Slowakei spielender Profigolfer der nordamerikanischen PGA Tour. Beim Golfturnier bei den Olympischen Spielen 2020 gewann er die Silbermedaille.

## Karriere
Im Alter von vier Jahren begann er Golf zu spielen und ab 12 befasste Rory sich ernsthaft mit der Ausübung. Nach dem Besuch der University of Arizona wurde Sabbatini im Jahr 1998 Berufsgolfer und spielte ab 1999, als damals jüngstes Mitglied, auf der PGA Tour.
Bislang gelangen ihm sechs Turniersiege, wobei er vor allem in den ersten zwei Monaten der Saison 2006 mit einem Sieg und zwei zweiten Plätzen einen fabelhaften Start hinlegte und erstmals in die Top 20 der Golfweltrangliste vorstieß. Beim Masters 2007 teilte er sich den zweiten Platz mit Tiger Woods und Retief Goosen, was ihn vorübergehend unter die Top 10 der Weltrangliste brachte.
Anfang 2019 nahm er die slowakische Staatsbürgerschaft an. Bei den 2021 stattfindenden Olympischen Sommerspielen 2020 in Tokio vertrat er die Slowakei beim Golfturnier. Nach drei von vier Runden des Turniers belegte er mit 7 Schlägen unter Par den geteilten 17. Platz. In der letzten Runde des Turniers spielte er die 18 Löcher im Kasumigaseki Country Club 10 Schläge unter Par und stellte damit einen olympischen Runden-Rekord auf. Sabbatini verbesserte sich auf den zweiten Gesamtrang und gewann die Silbermedaille.

## PGA Tour Siege (6)
- 2000 Air Canada Championship
- 2003 FBR Capital Open
- 2006 Nissan Open
- 2007 Crowne Plaza Invitational at Colonial
- 2009 HP Byron Nelson Championship
- 2011 Honda Classic

## Teilnahmen an Teambewerben
- World Cup (für Südafrika): 2002, 2003 (Sieger), 2004, 2008, 2009
- Presidents Cup (Internationales Team): 2007

## Resultate bei Major Championships
| Tournament        | 2000 | 2001 | 2002 | 2003 | 2004 | 2005 | 2006 | 2007 | 2008 | 2009 | 2010 | 2011 | 2012 | 2013 | 2014 | 2015 | 2016 | 2017 | 2018 | 2019 |
| ----------------- | ---- | ---- | ---- | ---- | ---- | ---- | ---- | ---- | ---- | ---- | ---- | ---- | ---- | ---- | ---- | ---- | ---- | ---- | ---- | ---- |
| Masters           | DNP  | CUT  | CUT  | DNP  | DNP  | CUT  | T36  | T2   | CUT  | T20  | CUT  | CUT  | CUT  | DNP  | DNP  | DNP  | DNP  | DNP  | DNP  | DNP  |
| PGA Championship  | 77   | CUT  | CUT  | 68   | CUT  | T74  | CUT  | CUT  | T39  | T67  | CUT  | T74  | CUT  | DNP  | CUT  | CUT  | DNP  | DNP  | DNP  | DNP  |
| US Open           | CUT  | DNP  | DNP  | CUT  | CUT  | T71  | CUT  | T51  | T58  | CUT  | CUT  | T30  | DNP  | CUT  | DNP  | DNP  | DNP  | DNP  | DNP  | T43  |
| Open Championship | DNP  | T54  | DNP  | T53  | T66  | CUT  | T26  | CUT  | CUT  | CUT  | DNP  | T54  | DNP  | DNP  | DNP  | DNP  | DNP  | DNP  | DNP  | T16  |

DNP = nicht teilgenommen

CUT = Cut nicht geschafft

„T“ geteilte Platzierung

Grüner Hintergrund für Siege

Gelber Hintergrund für Top 10